# Karol Cariola

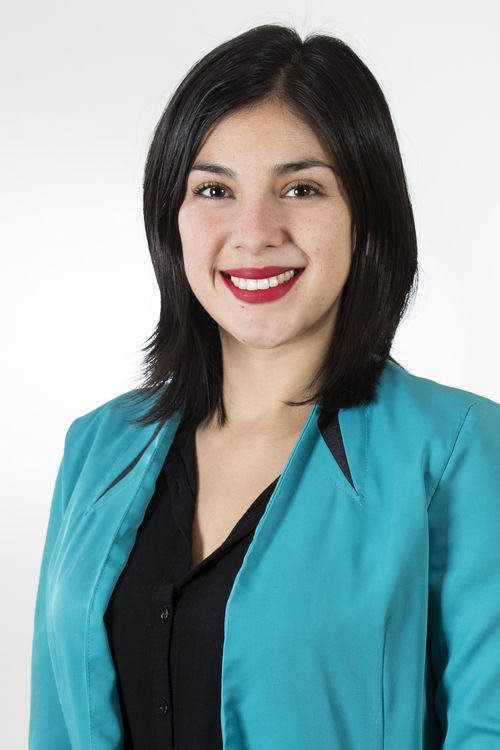
Karol Cariola, 2017

Karol Aída Cariola Oliva (* 1. April 1987 in Santiago de Chile) ist eine chilenische Politikerin (PC) und seit dem 15. April 2024 Parlamentspräsidentin des chilenischen Abgeordnetenhauses. Sie ist seit der Parlamentswahl in Chile 2013 Mitglied des chilenischen Abgeordnetenhauses und gehört parlamentarisch dem Mitte-Links Bündnis an. Von 21. Oktober 2022 bis zum 30. Juni 2023 war Cariola dessen Sprecherin.

## Herkunft und erste politische Tätigkeit
Cariola wurde in der chilenischen Hauptstadt Santiago geboren und verbrachte dort ihre Kindheit und Jugend. Bereits im Alter von 16 Jahren begann sie sich für soziale und politische Angelegenheiten zu interessieren und übernahm die Rolle der Schülersprecherin am Liceo Tajamar. Gleichzeitig trat sie der Kommunistischen Jugend Chiles (Juventudes Comunistas de Chile, JJCC) bei.

## Studium, Studentenbewegung und politischer Aufstieg
Während ihres Studiums in der Universität von Concepción engagierte sich Cariola in verschiedenen kommunistischen Organisationen an der Hochschule. Unter anderem war sie Generalsekretärin der JJCC. 2008 wurde sie zur Vizepräsidentin der Studentenorganisation dieser Universität gewählt. Ein Jahr später wurde sie als erste Frau zu deren Präsidentin ernannt. Im Jahr 2010 schloss sie ihr Studium der Geburtshilfe und Kinderheilkunde erfolgreich ab.
Cariolas politischer Aufstieg in der Kommunistischen Partei begann im Jahr 2007, als sie in das Zentralkomitee der Kommunistischen Jugend (JJCC) aufgenommen wurde. Im Jahr 2010 wurde sie zur Beauftragten für die Belange der Studierenden ernannt und ein Jahr später zur Generalsekretärin der JJCC gewählt. In dieser Position spielte Cariola eine wichtige Rolle während der Studentenproteste von 2011, deren führende Persönlichkeiten heute prominente Positionen in der Regierung innehaben, darunter Präsident Gabriel Boric.
Im Jahr 2013 wurde Cariola ins nationale Unterhaus gewählt, wo sie als Kongressabgeordnete dem Mitte-Links-Bündnis beitrat, das von der damaligen Präsidentschaftskandidatin Michelle Bachelet angeführt wurde. Im März 2022 wurde sie zu dessen Sprecherin gewählt; dieses Amt übte sie vom 21. Oktober 2022 bis zum 30. Juni 2023 aus.
Im März 2024 gewann Cariola die Wahl zur Parlamentspräsidentin im Abgeordnetenhaus, wo sie sich im zweiten Wahlgang mit 76 Stimmen gegen die rechtsgerichtete Oppositionskandidatin Joanna Pérez durchsetzen konnte, die 75 Stimmen erhielt. Damit ist sie die erste kommunistische Abgeordnete, die dieses Amt bekleidet.

## Privates

### Beziehungen
Von 2013 bis 2019 war Cariola mit der chilenischen Medienpersönlichkeit Freddy Stock liiert.

### Diverses
Cariola spielt Gitarre und musiziert in ihrer Freizeit.

## Kritik
Kritiker weisen auf ihre ausdrückliche Unterstützung für die kubanische Regierungen unter Fidel Castro hin.